# Vred
Vred és un municipi francès, situat a la regió dels Alts de França, al departament del Nord. L'any 2006 tenia 1.413 habitants. Limita al nord amb Marchiennes, a l'est amb Rieulay i al sud amb Pecquencourt.

## Demografia
| 1962                                       | 1968  | 1975  | 1982  | 1990  | 1999  | 2006  |
| ------------------------------------------ | ----- | ----- | ----- | ----- | ----- | ----- |
| 1.373                                      | 1.420 | 1.378 | 1.388 | 1.414 | 1.443 | 1.415 |
| Des de 1962: població sense dobles comptes |       |       |       |       |       |       |

## Administració
| Període   | Identitat      | Partit |
| --------- | -------------- | ------ |
| 2001-2008 | François Tarka |        |
| 2008-     | Dany Hallant   |        |